# Ліхас

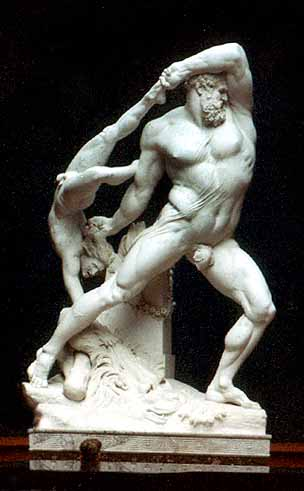
Боротьба Геракла та Ліхаса

Ліхас (грец. Λίχας) — супутник Геракла, що приніс від Деяніри одяг, просочений отрутою. Коли отрута почала діяти, розлючений Геракл кинув безневинного Ліхаса в море.